# Contea di Berga
La contea di Berga (in catalano: Comtat de Berga, in spagnolo: Condado de Berga; in francese: Comté de Berga) è stata una delle contee medievali della Catalogna, ed il suo territorio era governato da un conte.

## Territorio
Il suo territorio coincideva più o meno con quello della moderna comarca di Berguedà (ad eccezione della valle di Lillet) e parte della comarca di Bages.
L'espansione naturale durante la Riconquista l'ha portata molto presto, all'inizio del IX secolo, oltre la barriera montuosa del Cadí, della Tosa d'Alp, della Puigllançada e del Mogrony.

Nel 1035 era ancora una terra di confine con i musulmani.

Contee catalane, VIII-XII secolo

## Storia
In epoca romana e visigota, il territorio dipendeva dal villaggio di Berga
Origine della contea
All'inizio del X secolo, con l'espansione del suo territorio Berga venne organizzato come viscontea dai conti di Cerdanya. la viscontea e poi la contea fu sempre collegata ali conti di Cerdanya.

Dal 988, anno in cui morì Oliva Cabreta, suo figlio Oliva I, futuro vescovo e abate, fu probabilmente il primo conte titolare di Berga, sebbene subordinato a suo fratello, l'erede della contea di Cerdanya, Goffredo II di Cerdanya, al quale restituì il governo diretto della contea nel 1002; a Goffredo II succedettero i figli di secondo letto, Bernardo I e Berengario I.
Riunificazione alla  contea di Cerdanya
Dopo la morte e le dimissioni di Bernardo e Berengario, la contea passò al conte di Cerdanya, Raimondo, che governò anche la contea di Berga e lo passò ai suoi successori: i figli Guglielmo I e poi Bernardo II.
Fine della contea
Quando l'ultimo conte, Bernardo morì (il Chronicon alterum Rivipullense riporta la morte nel 1117 (1117. Obiit Bernardus comes Ceritaniæ)), senza discendenza, il cugino primo, Raimondo Berengario, già conte di Barcellona, Gerona, Osona e conte di Provenza, divenne anche Conte di Cerdanya, di Berga e di Conflent.

## Conti di Berga
- Oliva I (988-1002)
- Goffredo (1002-1035)
- Bernardo I (1035-1050)
- Berengario I (1050)
- Raimondo (1050-1068)
- Guglielmo I (1068-1094)
- Bernardo II (1094-1117)